# Chanzeaux
Chanzeaux est une ancienne commune française située dans le département de Maine-et-Loire, en région Pays de la Loire.
Le 15 décembre 2015, elle est devenue une commune déléguée au sein de la commune nouvelle de Chemillé-en-Anjou.
La commune se situe dans l'appellation viticole du Coteaux-du-Layon (AOC).

## Géographie

### Localisation
Commune angevine en limite des Mauges, Chanzeaux se trouve au sud de Saint-Lambert-du-Lattay, sur la route D 121, Chaudefonds sur Layon - Valanjou. L'autoroute A87 (Angers - Cholet) passe en limite de son territoire.
Les communes aux alentours sont Saint-Lambert-du-Lattay (4 km), Champ-sur-Layon (5 km), Rablay-sur-Layon (6 km), Beaulieu-sur-Layon (7 km), La Jumellière (7 km), Valanjou (7 km), Saint-Aubin-de-Luigné (7 km), Chaudefonds-sur-Layon (8 km), Chemillé (9 km) et Saint-Lézin (10 km).

### Topographie
Le village de Chanzeaux surplombe la vallée de l'Hyrôme proche de la bordure orientale du Massif armoricain, entre le pays des Mauges, caractérisé par des couvertures en tuile et l'activité d'élevage, et le pays du Layon, en réalité une faille orientée est/ouest. Le Bassin parisien est proche, au nord-est de la commune de Chanzeaux, mais n'y affleure pas.
Son territoire se situe sur les unités paysagères du Plateau des Mauges et du Couloir du Layon.

## Toponymie
Origine du nom : l'ancien nom Cancellis est dérivé du bas latin cancellus, « barrière, clôture », désignant soit un endroit enclos, soit la limite d'un territoire, peut-être celle entre le pays des Mauges et celui du Layon,.
Ses habitants sont appelés les Chanzéens.

## Histoire
Le schiste et le grès affleurent dans ce pays au relief accidenté. Une hache en pierre polie atteste la présence humaine durant le Néolithique. Pour l’époque gallo-romaine, ce sont des briques à rebords et des sarcophages en pierre auraient été trouvés sur la commune (?).
La paroisse paraît constituée antérieurement au XIIe siècle, mais il ne peut s'agir d'une paroisse castrale tant la morphologie du territoire paroissial et l'absence de "castrum" le prouve abondamment.
La dédicace de la paroisse à saint Pierre est généralement un signe d'ancienneté de l'implantation de l'église ; la taille relativement importante du terroir est aussi un élément qui plaide pour l'ancienneté de la paroisse. Mais les sources, notamment les cartulaires des abbayes angevines et des grands chapitres canoniaux sont muettes au sujet de Chanzeaux.
Le domaine féodal est détaché de Chemillé au XIVe siècle et appartient à plusieurs familles dont celle de Jean-François Gourreau de l’Épinay, maire d’Angers, qui l’acquiert en 1769.
Lors de la Révolution, Chanzeaux, partisan de la Vendée militaire, est le théâtre de combats sanglants dans lesquels disparut plus du tiers de la population. Après le passage des « colonnes infernales » conduites par Crouzat le 25 janvier 1794, le village et le château sont incendiés. Seules trois maisons sont totalement épargnées dont, curieusement, le presbytère. La population tombe à cette époque de 1 795 habitants (en 1794) à 724 (en 1806), puis elle remonte jusqu’au milieu du XIXe siècle avant de revenir autour d’un millier d’habitants actuellement, dont moins de 300 dans le bourg proprement dit.
Le XIXe siècle est une période très importante pour Chanzeaux. Il est marqué par la présence du couple Théodore de Quatrebarbes (1803-1871) et de son épouse Rose, née Gourreau de Chanzeaux ; cette dernière héritière d'une lignée de juristes jouit d'une fortune considérable. C'est cette fortune, jointe à une idéologie légitimiste donc contre-révolutionnaire, qui permet au couple, au demeurant fort pieux, de réaliser un encadrement social et idéologique de Chanzeaux en y recréant une organisation qu'ils veulent médiévale mais qui en réalité est plus influencée par les mentalités de leur époque comme le Chateaubriand du "Génie du Christianisme" ou les réalisations de Viollet-le-Duc, ou encore les dessins de Gustave Doré, en témoignent.

Ils vont construire à cette fin un ensemble monumental unique en Anjou qui témoigne de leur volontarisme et de leur idéologie : le château (René Hodé vers 1848 qui modifie substantiellement la demeure du XVIIIe siècle), les écoles des filles et des garçons, l'hôpital, la chapelle funéraire du lignage, l'aumônerie et l'église paroissiale réalisée vers 1891 grâce au legs de Rose de Quatrebarbes et exécuté par ses héritiers la famille d'Hattecourt (Auguste Beignet fut l'architecte de cette église "zèbre" en style composite roman et gothique angevin avec des influences italiennes).
L'inhumation de Théodore de Quatrebarbes en 1871 est l'occasion d'un rassemblement de la noblesse légitimiste de l'Anjou en présence de l'évêque Freppel. Il avait été notamment député entre 1846 et 1848, participant à la défense des Etats pontificaux contre Garibaldi et impliqué dans les années 1830 dans l'équipée de la duchesse de Berry. L'idéologie du couple est développée dans son ouvrage : "Chanzeaux, une paroisse vendéenne (?) sous la Terreur", Paris 1837. Théodore fut un admirateur de René d'Anjou dit le roi René (né en 1409 à Angers), il en réalisa une biographie et commanda la statue de ce dernier, placée devant le château d'Angers. L'original en plâtre est conservé dans sa bibliothèque de Chanzeaux. Le couple est moderne en ce qui concerne les techniques, notamment agricoles, et la gestion des biens.
Pendant la Première Guerre mondiale, 59 habitants perdent la vie. Lors de la Seconde Guerre mondiale, trois habitants sont tués.
La commune s’étend des confins de Chemillé, capitale de l’élevage et des plantes médicinales, jusqu’aux bords du Layon au milieu de coteaux couverts de vignes et de bocage. Une monographie sociologique, Chanzeaux, village d’Anjou, diffusée en plusieurs langues dans les universités, a été réalisée par Laurence Wylie, professeur à Harvard, ainsi que par un groupe d’étudiants qui ont effectué de nombreux séjours dans la commune de 1957 à 1965.
En 2014, un projet de fusion de l'ensemble des communes de l'intercommunalité se dessine. Le 2 juillet 2015, les conseils municipaux de l'ensemble des communes du territoire communautaire votent la création d'une commune nouvelle au 15 décembre 2015. Le 15 décembre 2015, la commune nouvelle de Chemillé-en-Anjou est créée, regroupant les 13 communes de l'ancienne communauté de communes de la Région de Chemillé, dont Chanzeaux, qui devient dès lors une commune déléguée.

## Politique et administration

### Administration municipale

#### Administration actuelle
Depuis le 15 décembre 2015, Chanzeaux constitue une commune déléguée au sein de la commune nouvelle de Chemillé-en-Anjou et dispose d'un maire délégué.
| Période                                  | Période  | Identité         | Étiquette | Qualité |
| ---------------------------------------- | -------- | ---------------- | --------- | ------- |
| 15 décembre 2015                         | mai 2020 | Jean-Pierre Body |           |         |
| mai 2020                                 |          | Fanny Godin      |           |         |
| Les données manquantes sont à compléter. |          |                  |           |         |

#### Administration ancienne
| Période                                  | Période          | Identité            | Étiquette | Qualité             |
| ---------------------------------------- | ---------------- | ------------------- | --------- | ------------------- |
| Les données manquantes sont à compléter. |                  |                     |           |                     |
| 1965                                     | 1995             | Jean-Robert Jolivet |           |                     |
| 1995                                     | 2001             | Gérard Batardière   |           | Retraité            |
| 2001                                     | 14 décembre 2015 | Jean-Pierre Body    |           | Exploitant agricole |

### Ancienne situation administrative

#### Intercommunalité
La commune était membre de la communauté de communes de la région de Chemillé, elle-même membre du syndicat mixte Pays des Mauges. La communauté de communes cesse d'exister le 15 décembre 2015 et ses compétences sont transférées à la commune nouvelle de Chemillé-en-Anjou.

#### Autres circonscriptions
Jusqu'en 2014, la commune fait partie du canton de Thouarcé et de l'arrondissement d'Angers. Le canton de Thouarcé compte alors dix-sept communes. Dans le cadre de la réforme territoriale, un nouveau découpage territorial pour le département de Maine-et-Loire est défini par le décret du 26 février 2014. Le canton de Thouarcé disparait et la commune est rattachée au canton de Chemillé-Melay, avec une entrée en vigueur au renouvellement des assemblées départementales de 2015.
Le 15 décembre 2015, pour tenir compte de la création de la commune nouvelle de Chemillé-en-Anjou, Chanzeaux est rattachée à l'arrondissement de Cholet.

## Population et société

### Démographie

#### Évolution démographique
L'évolution du nombre d'habitants est connue à travers les recensements de la population effectués dans la commune depuis 1793. À partir du 1er janvier 2009, les populations légales des communes sont publiées annuellement dans le cadre d'un recensement qui repose désormais sur une collecte d'information annuelle, concernant successivement tous les territoires communaux au cours d'une période de cinq ans. 
Pour les communes de moins de 10 000 habitants, une enquête de recensement portant sur toute la population est réalisée tous les cinq ans, les populations légales des années intermédiaires étant quant à elles estimées par interpolation ou extrapolation. Pour la commune, le premier recensement exhaustif entrant dans le cadre du nouveau dispositif a été réalisé en 2005,.
En 2013, la commune comptait 1 177 habitants, en évolution de +7,78 % par rapport à 2008 (Maine-et-Loire : +3,3 %, France hors Mayotte : +2,49 %).
| 1793  | 1800  | 1806 | 1821  | 1831  | 1836  | 1841  | 1846  | 1851  |
| ----- | ----- | ---- | ----- | ----- | ----- | ----- | ----- | ----- |
| 1 795 | 1 025 | 724  | 1 466 | 1 774 | 1 665 | 1 703 | 1 786 | 1 776 |

| 1856  | 1861  | 1866  | 1872  | 1876  | 1881  | 1886  | 1891  | 1896  |
| ----- | ----- | ----- | ----- | ----- | ----- | ----- | ----- | ----- |
| 1 800 | 1 789 | 1 641 | 1 585 | 1 482 | 1 474 | 1 457 | 1 391 | 1 320 |

| 1901  | 1906  | 1911  | 1921  | 1926  | 1931  | 1936  | 1946  | 1954  |
| ----- | ----- | ----- | ----- | ----- | ----- | ----- | ----- | ----- |
| 1 319 | 1 333 | 1 350 | 1 223 | 1 229 | 1 177 | 1 175 | 1 213 | 1 146 |

| 1962  | 1968  | 1975  | 1982 | 1990 | 1999 | 2005  | 2010  | 2013  |
| ----- | ----- | ----- | ---- | ---- | ---- | ----- | ----- | ----- |
| 1 159 | 1 084 | 1 045 | 948  | 907  | 944  | 1 044 | 1 160 | 1 177 |

### Pyramide des âges
La population de la commune est relativement jeune. Le taux de personnes d'un âge supérieur à 60 ans (19,9 %) est en effet inférieur au taux national (21,8 %) et au taux départemental (21,4 %).
Contrairement aux répartitions nationale et départementale, la population masculine de la commune est supérieure à la population féminine (50 % contre 48,7 % au niveau national et 48,9 % au niveau départemental).
La répartition de la population de la commune par tranches d'âge est, en 2008, la suivante :
- 50 % d’hommes (0 à 14 ans = 22,4 %, 15 à 29 ans = 16,5 %, 30 à 44 ans = 24,9 %, 45 à 59 ans = 17,8 %, plus de 60 ans = 18,4 %) ;
- 50 % de femmes (0 à 14 ans = 25,1 %, 15 à 29 ans = 14,9 %, 30 à 44 ans = 22,8 %, 45 à 59 ans = 15,7 %, plus de 60 ans = 21,5 %).

| Hommes | Classe d’âge | Femmes |
| ------ | ------------ | ------ |
| 0,2    | 90 ans ou +  | 0,0    |
| 4,8    | 75 à 89 ans  | 7,1    |
| 13,4   | 60 à 74 ans  | 14,4   |
| 17,8   | 45 à 59 ans  | 15,7   |
| 24,9   | 30 à 44 ans  | 22,8   |
| 16,5   | 15 à 29 ans  | 14,9   |
| 22,4   | 0 à 14 ans   | 25,1   |

| Hommes | Classe d’âge | Femmes |
| ------ | ------------ | ------ |
| 0,4    | 90 ans ou +  | 1,1    |
| 6,3    | 75 à 89 ans  | 9,5    |
| 12,1   | 60 à 74 ans  | 13,1   |
| 20,0   | 45 à 59 ans  | 19,4   |
| 20,3   | 30 à 44 ans  | 19,3   |
| 20,2   | 15 à 29 ans  | 18,9   |
| 20,7   | 0 à 14 ans   | 18,7   |

Éléments notables :
- Chanzeaux, commune de la Vendée militaire, ayant fortement souffert de la guerre de Vendée, la population a fortement baissé après 1793, revenant à son niveau du début de la Révolution que près de cinquante ans plus tard ;
- Une population en baisse quasi continue du milieu du XIXe jusqu'à 1990.

### Enseignement
Chanzeaux possède une école primaire publique (Marcel Pagnol) et une école primaire privée (Notre Dame du Sacré Cœur).

### Sports
Associations sportives de la commune : Val Hyrôme Basket et Hyrôme Tonic.
La commune est dotée d'une salle des sports et d'un terrain de basket extérieur. Elle possède également un court de tennis ainsi qu'un mur d’entraînement.

## Économie
Sur 127 établissements présents sur la commune à fin 2010, 43 % relevaient du secteur de l'agriculture (pour une moyenne de 17 % sur le département), 9 % du secteur de l'industrie, 6 % du secteur de la construction, 39 % de celui du commerce et des services et 5 % du secteur de l'administration et de la santé. À fin 2013, sur 127 établissements, 32 % relevaient du secteur de l'agriculture (pour une moyenne de 12 % sur le département), 10 % du secteur de l'industrie, 9 % du secteur de la construction, 43 % de celui du commerce et des services et 6 % du secteur de l'administration et de la santé
La commune se situe dans l'aire d'appellation viticole des Coteaux-du-Layon (AOC). Vingt-sept communes du département, bordant la rivière du Layon, constituent l'aire géographique de l'Appellation d'Origine Contrôlée Coteaux du Layon.
Autres secteurs d'activités : agroalimentaire, mécanique (industrie), électronique, aéronautique et horticulture.

## Culture locale et patrimoine

### Lieux et monuments

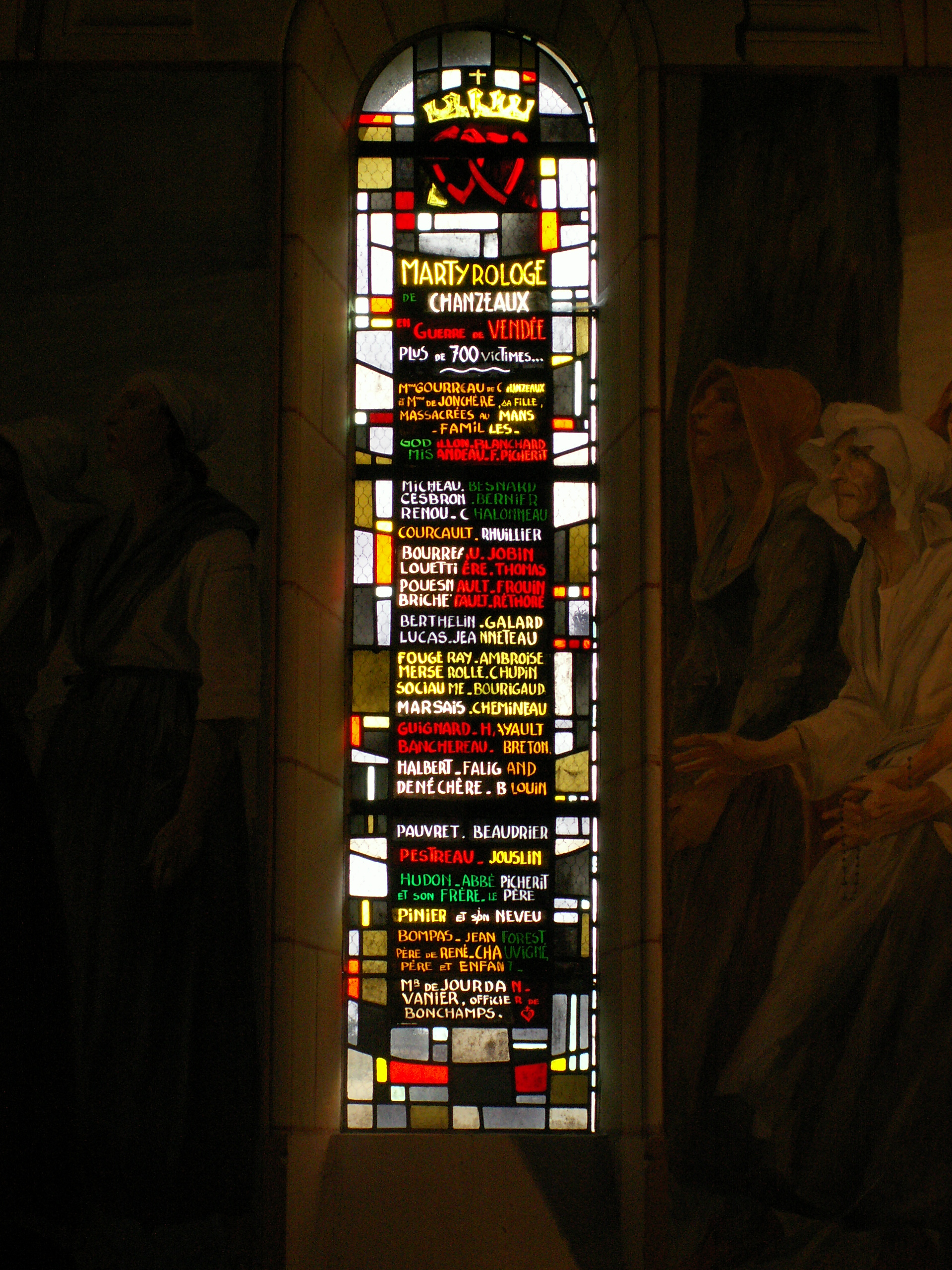
Vitrail martyrologe situé dans l'église.

- Le château : Le château de Chanzeaux des XVIIIe et XIXe siècles, inscrit aux Monuments historiques, de style néo-gothique (architecte : René Hodé)[25].

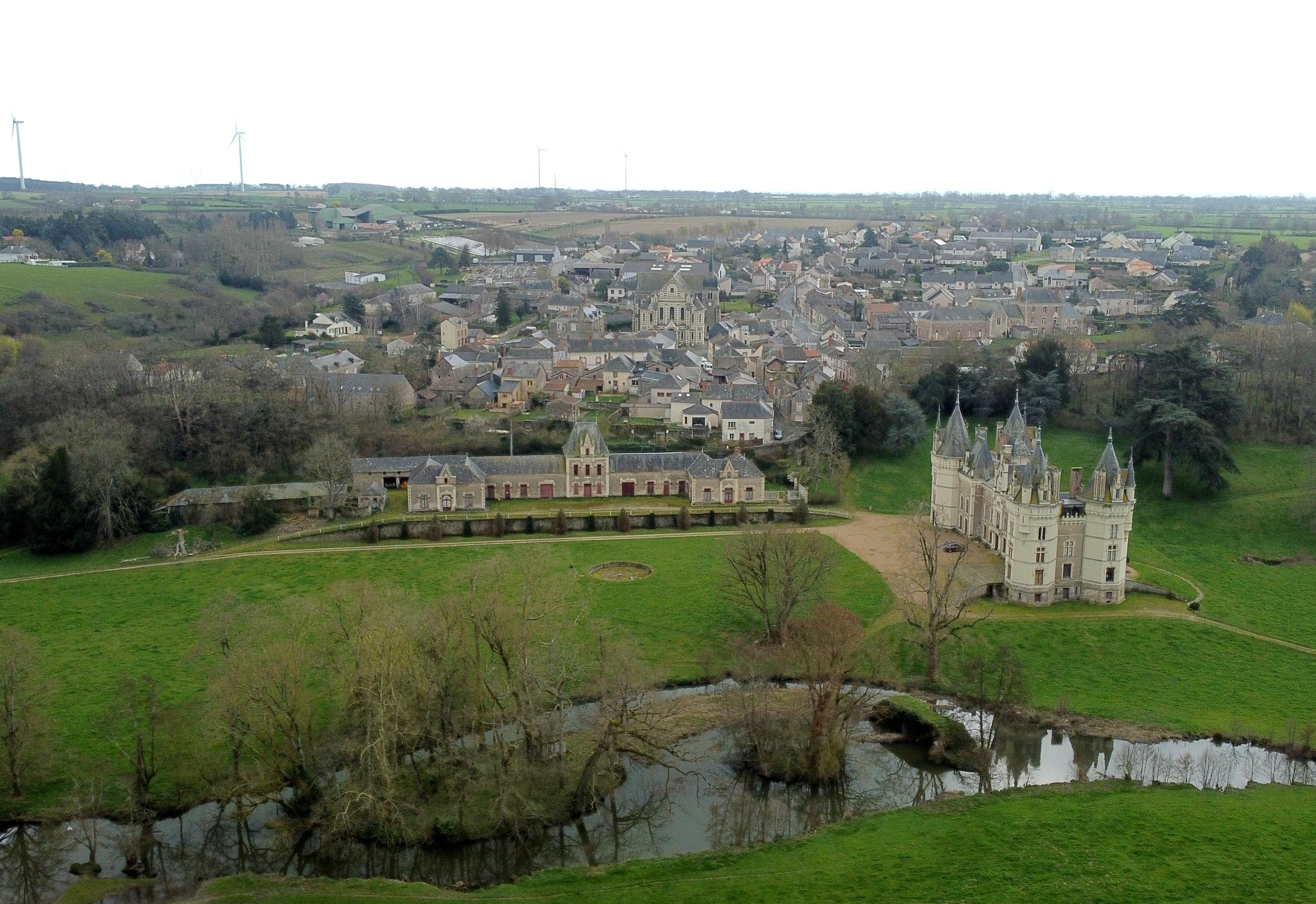

- L'église Saint-Pierre et son clocher, des XIIe, XVIIe, et XIXe et XXe siècles[26] : L’église actuelle rebâtie grâce aux donations du couple Théodore de Quatrebarbes et son épouse née Rose Gourreau de Chanzeaux rappelle les événements vécus par la paroisse pendant la Guerre de Vendée comme en témoignent les vitraux posés à la construction de cette église (1891-1904). L'architecte est Beignet, qui réalisa de nombreuses églises en Anjou. Elle est de style néo-romano-angevin avec un porche dit zèbre qui montre une certaine influence de l'Italie. Les vitraux originaux au nombre de 75 ne concernent les guerres dites de Vendée que pour trois d'entre eux. Encore faut-il remarquer que deux des trois sont consacrés à des anecdotes rapportées par Théodore de Quatrebarbes dans son ouvrage sur Chanzeaux. Les vitraux rajoutés dans les années 1950 qui occupent les fenêtres basses des bas-côtés, les fresques murales (vers 1935-1945) et les plaques commémoratives du clocher conservés de l'ancienne église XIIe siècle ? (monument historique) rappellent les guerres de Vendée.
L'ouverture permettant de passer de l'intérieur de l'église actuelle à l'intérieur du clocher historique est encadrée d'une peinture à la mémoire des Chanzéens morts pour la France au cours de la guerre 1914-1918, ce qui en fait un témoignage de l'utilisation de la Grande Guerre pour fédérer les populations autour des valeurs de la République[27].
- Le vitrail de la Communion de Fruchaud : Situé au-dessus du portail principal et de la tribune, ce vitrail est le plus grand des 75 vitraux de l'église reconstruite.   Il est du même auteur que les autres vitraux situés à l'étage supérieur de l'édifice (Jean Clamens) - à l'étage inférieur, les vitraux des transepts datent de 1930 ; et ceux du bas de la nef, de 1955.   Cette grande verrière commémore le dernier épisode marquant des guerres de Vendée à Chanzeaux. Il s'agit de commémorer, d'après Théodore de Quatrebarbes qui rapporte cette anecdote (sans autres sources), la Première Communion de 500 enfants (affirmation à prendre avec la plus grande prudence tant le chiffre paraît exagéré au regard de la démographie et en tenant compte de l'unicité de la source "Testis unus, testis nullus"), par l'abbé Soyer (futur Évêque de Luçon), entourés de leurs familles, dans un vallon isolé et sauvage(mais il est indiqué sur le cadastre ancien le passage d'un chemin en ce lieu, ce qui montre que cette mention est plus idéologique que réelle !) de la métairie de Fruchaud en 1799.   Le culte était à cette époque à nouveau interdit par le Directoire sous peine de déportation à Cayenne pour les prêtres contrevenants.  Les Chanzéens commémorent la Communion de Fruchaud tous les 50 ans (1899, 1949, 1999) dans cette coulée, près de la Croix mémoriale. En 1999, deux chênes furent ainsi replantés pour remplacer les arbres, morts depuis, auprès desquels l'abbé Soyer célébra cette messe en 1799.[réf. nécessaire]
- Le presbytère : Il abrite aussi de rares fresques murales du XVIIIe siècle, seul exemple dans la région de peintures murales à l'intérieur d'un bâtiment qui ne soit pas une église (ISMH) commandées vers 1760 par l’abbé Blondel de Rye. Cette composition montre l'intérêt du clergé des petites paroisses à revaloriser son statut. On trouve à Savennières une démarche similaire mais en meilleur état de conservation.

### Équipements culturels
- Association théâtrale Hamlet Ose Eux.
- La Compagnie À Travers Champs.
- Jeu de boule de fort (Société le Val d'Hyrôme)
- Bibliothèque (dans l'ancien Presbytère)

### Personnalités liées à la commune
- René-François Soyer (1767-1845), évéque de Luçon (1817-1845) a été desservant de la paroisse de Chanzeaux pendant la Révolution.
- François Forest (1852-1926), homme politique, maire de Malansac, député du Morbihan de 1898 à 1914.
- Paul Pierre Pinier, (1899-1992), né à Chanzeaux, évêque de Constantine en Algérie.
- François Gourdon, né en 1968 à Chanzeaux, évêque de Saint-Dié depuis 2025.